# 蘭新線
蘭新線（らんしんせん、中文表記: 兰新铁路）は、中国甘粛省の蘭州と新疆ウイグル自治区のウルムチとを結ぶ鉄道路線である。

## 概要
隴海線の西への延長路線で、中華人民共和国成立後建設された最長の鉄道路線である。中国東部からオランダロッテルダムに至る新ユーラシア・ランドブリッジの主要経路であり、中国中央部から新疆ウイグル自治区まで至る唯一の鉄道路線でもある。路線の一部はシルクロードに沿って走っている。
本路線はzh:中国铁路工程集团により建設され、1952年にウルムチより工事を開始、1962年に全通した。2006年には烏鞘嶺トンネルの完成により蘭州 - ウルムチ間全線の複線化工事が完成した。2008年に嘉峪関 - ウルムチ - 阿拉山口(北疆線）間の電化工事が開始された。
蘭州 - ウルムチ間に旅客専用線（蘭新線第二複線）を建設して既存線を貨物輸送専用線にする計画が21世紀に具体化し、2014年12月26日に開通した。

## 路線データ
- 複線区間：全線
- 電化区間：全線（交流25,000V・50Hz）
- 閉塞方式：複線自動閉塞式

## 接続路線
- 蘭州駅：隴海線、包蘭線、蘭青線
- 武威南駅：干武線
- 嘉峪関駅：嘉鏡線
- 玉門駅：玉門南線
- 柳溝駅：敦煌線
- トルファン駅：南疆線
- ウルムチ南駅：北疆線

## 主要駅一覧
蘭州 - 武威南 - 武威 - 金昌 - 張掖 - 清水 - 酒泉 - 嘉峪関 - 低窩鋪 - 疏勒河 - 柳園 - ハミ - 柳樹泉 -  ピチャン - トルファン - ウルムチ南